# SC Bacău
Der SC Bacău ist ein rumänischer Fußballverein aus der im Nordosten Rumäniens gelegenen Stadt Bacău, der im Jahr 2006 gegründet wurde. Er spielte drei Spielzeiten in der Liga II.

## Geschichte
Der Verein wurde 2006 unter dem Namen AS Mesagerul Bacău auf Initiative von sportbegeisterten Freunden und Kollegen gegründet. Der Verein wurde in der Saison 2006/07 in seiner regionalen Liga Dritter und konnte an den Aufstiegsplayoffs zur Liga IV teilnehmen. Aufgrund der jungen Spieler, denen es an Erfahrung fehlte, verpasste der Verein den Aufstieg. In der Saison 2007/08 schaffte der Verein den ersten Platz in der Liga und somit gelang der Aufstieg in die Liga IV. Der Verein konnte sich weiter steigern und wurde nach dem Aufstieg erneut Erster, scheiterte jedoch in den Playoffs zur Liga III mit 3:5 im Elfmeterschießen an Dumitresti FC. Wie bereits zwei Jahre zuvor gelang dem Verein der Aufstieg in der Folgesaison. Nach dem Aufstieg im Juli 2010 änderte AS Mesagerul Bacău dann seinen Namen zu heutigen SC Bacău. In der Saison 2012/13 wurde der Verein Erster in der dritten Liga und stieg erstmals in die zweithöchste rumänische Spielklasse, die Liga II auf. In der Saison 2015/16 wurde man Vierter, zog sich jedoch aufgrund von finanziellen Problemen in die Liga III zurück. Nach dem Abstieg aus der Liga III in der Saison 2016/17 trat der Verein als Gauss Bacău in der Liga IV an. Dort schaffte er den Aufstieg, wurde aber vor Beginn der Saison 2018/19 aufgelöst.

## Erfolge
- Aufstieg in die Liga II: 2013